# Germán Orduna
Germán Orduna (* 8. August 1926 in San Martín; † 15. Dezember 1999 in Buenos Aires) war ein argentinischer Romanist, Hispanist und Mediävist.

## Leben und Werk
Orduna studierte in Buenos Aires und Salamanca und schloss 1954 ab. Er dozierte ab 1957 an der Universität Buenos Aires. Entscheidend für seinen wissenschaftlichen Werdegang war von 1961 bis 1963 ein zweijähriger Studienaufenthalt bei Hugo Friedrich an der Universität Freiburg.
Orduna wurde 1977 in Buenos Aires bei Ángel José Battistessa promoviert mit der Arbeit (Hrsg.) Pero López de Ayala, Rimado de palacio (Pisa 1981, Madrid 1987) und war dort von 1987 bis zu seinem Tod Inhaber des Lehrstuhls für Spanische Literatur des Mittelalters.
1978 gründete er das „Seminario de Edición y Crítica Textual (SECRIT)“, das heute seinen Namen trägt, sowie 1981 dessen Zeitschrift Incipit.
Orduna war Korrespondierendes Mitglied der Real Academia Española (1992).

## Weitere Schriften

### Monografien
- El Libro de Buen Amor y el libro del arcipreste. In: La corónica. Band 17, Nr. 1, 1988, ISSN 0193-3892, S. 1–7.
- mit Lilia E. Ferrario de Orduna: Catálogo descriptivo de los impresos en español, del siglo XVI, en la biblioteca Jorge M Furt. SECRIT, Buenos Aires 1991.
- Estudio Preliminar. In: Don Juan Manuel: El conde Lucanor (= Biblioteca clásica. 6). Edición, prólogo y notas de Guillermo Serés. Crítica, Barcelona 1994, ISBN 84-7423-710-6, S. IX–XXIX.
- El arte narrativo y poético del canciller Ayala (= Biblioteca de filología hispánica. 18). Consejo Superior de Investigaciones Cientâificas, Madrid 1998, ISBN 84-00-07733-4.
- Ecdótica. Problemática de la edición de textos (= Teatro del Siglo de Oro. Estudios de literatura. 44). Reichenberger, Kassel 2000, ISBN 3-931887-96-0.
- mit Hugo O. Bizzari, Gloria Beatriz Chicote, Lilia E. Ferrario de Orduna, Jorge N. Ferro, Leonardo Funes, José L. Moure, Georgina Olivetto, María M. Rodríguez Temperley, Carina Zubillaga: Estudios sobre la variación textual. Prosa castellana de los siglos XIII a XVI (= Incipit publicaciones. 6). SECRIT, Buenos Aires 2001, ISBN 987-99735-6-9.
- Fundamentos de crítica textual. Edición de Leonardo Funes y José Manuel Lucía Megías. Arco-Libros, Madrid 2005, ISBN 84-7635-621-8.

### Herausgebertätigkeit
- Gonzalo de Berceo: Vida de Sto. Domingo de Silos (= Biblioteca Anaya. 86, ZDB-ID 1100131-8). Anaya, Salamanca 1968.
- Don Juan Manuel: Libro del conde Lucanor et de Patronio. Librería Huemil, Buenos Aires 1972.
- Selección de romances viejos de España y América (= Grandes obras de la literatura universal. 86, ZDB-ID 1444734-4). Kapelusz, Buenos Aires 1976.
- Pero López de Ayala: Crónica del rey don Pedro y del rey don Enrique, su hermano, hijos del rey don Alfonso Onceno (= Ediciones críticas. 1–2). 2 Bände. SECRIT, Buenos Aires 1994–1997, ISBN 987-99735-1-8.